# Provincia de Tailevu
Tailevu es una de las cuatro provincias de la División Central del archipiélago de Fiyi. 

## Características
Tiene un área de 755 km² y una población de 55.692 habitantes, según el censo de 2007. Su densidad es de 63,86 hab./km². 
Limita al norte con la provincia de Ba, situada en la División Oeste, al occidente con la de Naitasiri y al sur con la de Rewa. Entre sus distritos se encuentra la isla de Bau.